# Erlend Wiborg
Erlend Wiborg (født 20. januar 1984 i Sarpsborg) er en norsk politiker for Fremskrittspartiet. Han er stortingsrepræsentant for Fremskrittspartiet i Østfold siden valget i 2013. Han er 1. viceleder i Stortingets arbejd- og socialkomité.
Før dette var han blandt andet vareordfører i Moss og gruppeleder på fylkestinget i Østfold. Han har også været Østfold Frps 2. varerepræsentant til Stortinget i perioden 2005-2009 og var 1. varerepræsentant i perioden 2009-2013 .
Wiborg blev indvalgt i bystyret og fylkestinget i 2003 og genvalgt både i 2007 og 2011. Fra 2011 til 2013 var han vareordfører i Moss.
Han har også siddet i fylkesstyret i Østfold FrP siden 2000/01 og har siden 2007 været politisk næstformand i Østfold Fremskrittsparti. Han var Frps ordførerkandidat i Moss ved valgene i 2007 og 2011. Han har tidligere haft en række ungdomspolitiske hverv, blandt andet som formand i Østfold FpU (2002–2006) og centralbestyrelsesmedlem i FpU (2004–2006).